# Бишнинское сельское поселение
Бишнинское се́льское поселе́ние (тат. Бишнә авыл җирлеге, Bişnä awıl cirlege) — муниципальное образование в Зеленодольском районе Татарстана Российской Федерации.
Административный центр — село Бишня.

## История
Образовано 27 марта 1918 года как Бишнинский сельсовет в составе Ковалинской волости Казанского уезда той же губернии.
С 1920 года в составе той же волости Арского кантона Татарской АССР; после укрупнения волостей в Татарской АССР в 1924 году в составе Менделинской волости. После введения районного деления в Татарской АССР в составе Дубъязского района. В 1938 году отошёл к Юдинскому району; на тот момент на территории сельсовета проживало 906 человек в 177 хозяйствах, из них 169 — хозяйства колхозников, 4 — единоличников, 4 — рабочих и служащих.
С 1958 года в составе Зеленодольского района; в следующем году в состав сельсовета были включены населённые пункты упразднённого Русско-Марийско-Ковалинского сельсовета.
Статус и границы сельского поселения установлены Законом Республики Татарстан от 31 января 2005 года № 24-ЗРТ «Об установлении границ территорий и статусе муниципального образования "Зеленодольский муниципальный район" и муниципальных образований в его составе».

## Население
| 2010 | 2011 | 2012 | 2013 | 2014 | 2015 | 2016 |
| ---- | ---- | ---- | ---- | ---- | ---- | ---- |
| 730  | ↗732 | ↘713 | ↗718 | ↘716 | ↗725 | ↘711 |
| 2017 | 2018 |      |      |      |      |      |
| ↘693 | ↗717 |      |      |      |      |      |

## Состав сельского поселения
| № | Населённый пункт        | Тип населённого пункта       | Население |
| - | ----------------------- | ---------------------------- | --------- |
| 1 | Берновые Ковали         | деревня                      |           |
| 2 | Бишня                   | село, административный центр |           |
| 3 | Гремячий Ключ           | деревня                      |           |
| 4 | Красный Кармыш          | деревня                      |           |
| 5 | Русско-Марийские Ковали | село                         |           |